# Peter Scott
Sir Peter Markham Scott (14 september 1909 – 29 augustus 1989) was een Britse ornitholoog, natuurbeschermer, kunstschilder, marine-officier en sportman.

## Biografie
Scott was de zoon van ontdekkingsreiziger Robert Falcon Scott en beeldhouwster Edith Agnes Kathleen Bruce. Hij bezocht de kostschool in Oundle en Trinity College in Cambridge. Hij studeerde in 1931 af met een graad in de kunstgeschiedenis. In 1936 nam Scott als zeiler deel aan de Olympische Spelen, en haalde hij een bronzen medaille in de Eenmans Olympiajol. Hij trouwde in 1942 met schrijfster Elizabeth Jane Howard en kreeg met haar één dochter. In 1951 scheidden ze van elkaar, hetzelfde jaar trouwde hij met z'n assistente Philippa Talbot-Ponsonby. Ze kregen een dochter, Dafila, en in 1954 een zoon Falcon. In 1963 werd hij Brits kampioen zweefvliegen.

### Tweede Wereldoorlog
In september 1939 trad Scott toe tot de Royal Naval Volunteer Supplementary Reserve. Hij diende als eerste luitenant aan boord van de torpedobootjager HMS Broke, die konvooien in de Noord-Atlantische Oceaan begeleidde. In 1941 werd hij bevelhebber van een kanonneerboot en nam deel aan de aanval op Dieppe. Hij ontving twee eervolle vermeldingen en twee medailles. Hij was verantwoordelijk voor de camouflagebeschildering aangebracht op de Britse schepen en ontving hiervoor de Orde van het Britse Rijk. Over zijn belevenissen tijdens de oorlog schreef hij later het boek The Battle of the Narrow Seas.

### Natuurbeschermer
Al in 1933 begon Scott met het aanleggen van een verzameling watervogels. Aanvankelijk jaagde hij ook nog op waterwild, maar hij stopte in 1939 met de jacht. Na de oorlog zette hij zich in voor de bescherming van de riviermond van de Severn en hij was oprichter in 1947 van de Severn Wildfowl Trust (later Wildfowl and Wetlands Trust). Scott werd geridderd in 1973 voor zijn bijdrage aan het behoud van wilde dieren. Hij was een van de oprichters van het Wereld Natuur Fonds, en oprichter van diverse wetlands vogelreservaten in Groot-Brittannië. Ook is hij de maker van het logo van het Wereld Natuur Fonds. Hij was ook regelmatig te horen en te zien op de Britse radio en televisie waarbij hij vertelde over de natuurlijke geschiedenis.